# Sønderskov Station
Sønderskov Station er en nedlagt dansk jernbanestation i landsbyen Sønderskov i Vendsyssel. Stationen lå på Vendsysselbanen på strækningen mellem Hjørring og Sindal.

## Historie
Sønderskov Station åbnede i 1871 som holdested på Vendsysselbanen. Først havde den billetsalgssted i et vogterhus, men i 1924 blev der opført en egentlig stationsbygning tegnet af Heinrich Wenck. I 1964 lukkede stationen, men fortsatte som trinbræt frem til 1971, hvor den blev endeligt nedlagt.